# إدغار مارتينيز (لاعب كرة قدم)
إدغار مارتينيز (بالإسبانية: Edgar Martínez)‏ (26 يناير 1979 بمونتفيدو في الأوروغواي - ) هو لاعب كرة قدم أوروغواني في مركز الدفاع. لعب مع ديبورتيفو كالي ورامبلا جونيورز ومونتيفيديو واندررز ونادي كوميونيكيشنس وسنترال إسبانيول ونادي تشونغتشينغ ليانغجيانغ وسانتوس دي جوابيلز ‏ وإنستيتوسيون أتلتيكا سود أمريكا ‏ وTacuarembó F.C. ‏.

## وصلات خارجية
- إدغار مارتينيز على موقع قاعدة بيانات كرة القدم.إي يو (الإنجليزية)
- إدغار مارتينيز على موقع Soccerway.com (الإنجليزية)